# Tear It Up
«Tear It Up» (Rómpelo) es una canción compuesta y escrita por Brian May, guitarrista de la banda de rock británica Queen, incluida en el álbum The Works de 1984. También es el lado B del sencillo de Hammer To Fall. Tiene un ritmo parecido al de We Will Rock You, ya que fue escrita en un intento de revivir el antiguo sonido del grupo. Cuando era tocada durante el Magic Tour, Brian tocaba la introducción de Liar, para continuar con el principio de Tear It Up. En 2018, más de treinta años después de la última vez que fue tocada, Queen + Adam Lambert rescataron la canción para que fuera la de abertura en los conciertos. Se trata de un tema de rock duro que revive el clásico y contundente sonido que caracterizaba a la banda. Fue compuesto por el guitarrista Brian May. Asimismo, se la incluyó en el tour de The Works y en el de A Kind of Magic, como parte de un popurrí, junto a las canciones «In the Lap of the Gods... Revisited», «Seven Seas Of Rhye» y «Liar». Además, también se incluyó en el álbum recopilatorio Queen Rocks. También fue interpretada en el The Knebworth Park Festival, el cual pasó a la historia por ser el último escenario donde todos los miembros de la banda tocaron juntos por última vez.

## Créditos
- Músicos:
- Freddie Mercury: voz
- Brian May: guitarra eléctrica, coros
- John Deacon: bajo
- Roger Taylor: pandereta, batería, coros, percusíon